# Anthophora flavocincta
Anthophora flavocincta är en biart som beskrevs av Huard 1897. Anthophora flavocincta ingår i släktet pälsbin, och familjen långtungebin. Inga underarter finns listade i Catalogue of Life.